# Любецька бухта

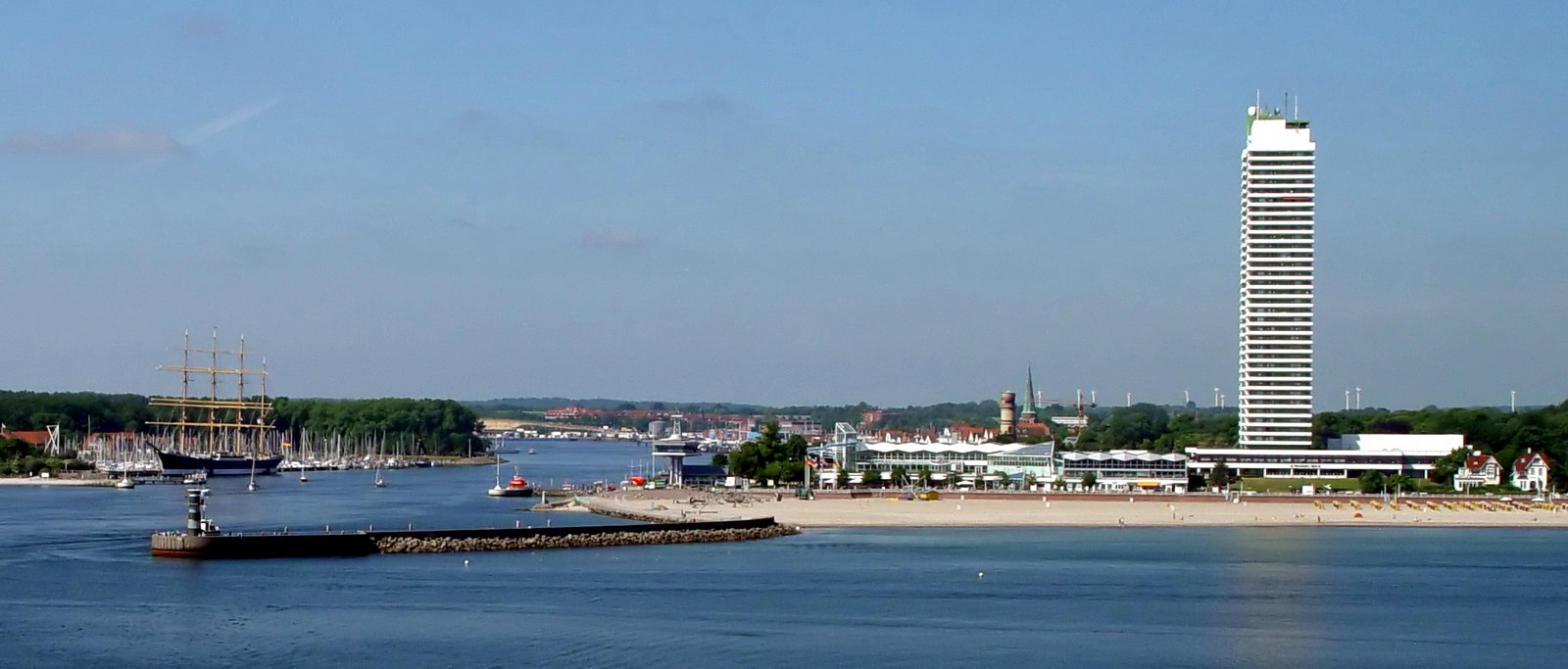
Вхід в річку Траве та любецький порт Травемюнде. Праворуч - готель «Маритім» - на даху котрого найвищі на Балтийському узбережжі маячні вогні

Любецька бухта — затока на південному заході Балтійського моря, біля берегів німецьких земель Мекленбурґ – Передня Померанія  і Шлезвіґ-Гольштайн. 
Бухта формує південно-західну частину Мекленбурзької бухти.  
Порти:
- Головний порт: Любек.

- Інші порти: Нойштадт

Місцеві водно-транспортні шляхи:
З Гамбургом і Ельбою Любецька затока з'єднується через Ельбо-Любецький канал.
Курортні місця:
Травемюнде, Ніндорф, Тіммендорф, Шарбойц, Зірксдорф, Грьомітц